# 鈴木遺跡
鈴木遺跡（すずきいせき）は、東京都小平市鈴木町にある遺跡。約3万5千年前から1万5千年前までに営まれた後期旧石器時代の遺跡を主体とし、他に縄文時代と近世の遺跡も含む複合遺跡である。国の史跡に指定されている。

## 概要
1967年に発見され、回田遺跡と名付けられていたが、1974年6月末、現在の小平市立鈴木小学校の校地造成工事に伴って江戸時代の水車小屋に伴う水路や暗渠が発見されたことを契機に試掘調査が行われ、正式にその存在が確認された。その後、鈴木小学校の西を南北に走る都道2・1・3号線地点、御幸第I地点をはじめ、50以上の調査地点で範囲確認調査を含む発掘調査が行われている。2012年（平成24年）に鈴木小学校隣接保存区と鈴木遺跡資料館敷地とが東京都の史跡に指定され、2017年（平成29年）には小平市に寄付された保存管理等用地と鈴木町一丁目390番地保存区が追加指定された。
当遺跡は2021年に国の史跡に指定された。

## 鈴木遺跡資料館
1974年、鈴木小学校建設の際に発見された、約1数千～3万数千年前の旧石器時代の遺物が展示されている施設。
- 所在地：小平市鈴木町1-487-1
- 開館日：日曜・水曜・土曜日、祝日・休日。年末年始は閉館。
- 開館時間：午前10時～午後4時
- 入館料：無料